# 1997年10月逝世人物列表
1997年逝世人物列表：1月 - 2月 - 3月 - 4月 - 5月 - 6月 - 7月 - 8月 - 9月 - 10月 - 11月 - 12月
1997年10月逝世人物列表，是用於匯總1997年10月期間逝世人物的列表。

## 依日期排序

### 1日
- 弗朗西斯科·阿蘭布魯，75歲，巴西足球運動員。[1]
- 喬治·博登豪森，92歲，荷蘭公務員。
- 傑羅姆·勒梅爾森，74歲，美國工程師，發明家和專利持有人[2]
- 古爾·穆罕默德，40歲，最矮的成年人
- 英巴爾·波爾穆特，26歲，以色列搖滾音樂家，歌手，作曲家和作詞人

### 2日
- 卡里貝，86歲，阿根廷-巴西藝術家、歷史學家和記者
- 道格拉斯·費爾貝恩，70歲，美國作家[3]
- 埃萨·塞斯特，84歲，芬蘭體操運動員[4]
- 吉列爾莫·梅扎·阿爾瓦雷斯，80歲，墨西哥畫家[5]

### 3日
- 邁克爾·阿德昆勒·阿賈辛，88歲，奈及利亞政治家。
- 約翰·阿什利，62歲，美國演員、製片人和歌手[6]
- 沃爾特·鮑姆加特納，92歲，瑞士電影作曲家[7]
- 理查·吉爾基，72歲，美國畫家[8]
- 韋爾納·希利，83歲，美國電影女演員[9]
- 雅爾·庫勒，70歲，瑞典演員和導演[10]
- 米勒德·蘭佩爾，78歲，美國電影和電視編劇[11]
- 菲爾·梅德利，81歲，美國詞曲作者[12]
- 查理·帕斯利，71歲，美國籃球運動員和大學教練[13]
- 哈達薩·羅森薩夫特，85歲，波蘭大屠殺倖存者[14]
- A. L. 羅斯，93歲，英國歷史學家和作家[15]
- 喬治·厄本，76歲，匈牙利作家[16]
- 布萊克·韋恩·范·萊爾，71歲，美國海軍軍官。

### 4日
- 尼爾森·C·奈，90歲，美國作家和編輯。[17]
- 奧托·恩斯特·雷莫，85歲，二戰期間的德國國防軍軍官。
- 安妮·斯特拉坎·羅伯遜，87歲，蘇格蘭考古學家，錢幣學家和作家。
- 橫井軍平，56歲，日本視頻遊戲設計師，Game Boy的創造者[18]
- 格奧爾基·尤馬托夫，71歲，蘇聯和俄羅斯電影演員

### 5日
- 奇塔·巴蘇，70歲，印度政治家，心臟病發作而死。
- 瑪麗·傑恩·戈爾德，88歲，美國女繼承人[19]
- 安德魯·基爾，71歲，蘇格蘭演員[20]
- 黛比·林登，36歲，英國魅力模特和女演員，吸食海洛因過量而死。
- 戴夫·瑪律，63歲，美國高爾夫球手和體育節目主持人[21]
- 布萊恩·菲爾曼，35歲，美國職業摔跤手
- 湯瑪斯·林，67歲，蘇格蘭足球運動員。[22]
- 拉裡薩·羅扎諾娃，78歲，第二次世界大戰期間的蘇聯和烏克蘭飛行員和領航員。
- 柯蒂斯·威廉姆斯·薩布羅斯基，87歲，美國昆蟲學家。[23]
- 亞瑟·特雷西，98歲，美國歌手和演員[24]
- 伯納德·亞戈，81歲，象牙海岸天主教樞機主教[25]

### 6日
- 奧蘭多·拉蒙·阿戈斯蒂，73歲，阿根廷將軍，軍政府的一部分[26]
- 喬治·巴克萊，87歲，美式橄欖球運動員和教練。
- 沃倫·路易士·布德羅，79歲，美國羅馬天主教會主教[27]
- 羅伯特·恩迪恩，71歲，澳大利亞海洋科學家[28]
- 阿德里安·希爾，60歲，英國女演員
- 葉夫根尼·哈爾代，80歲，蘇聯海軍軍官和攝影師[29]
- 強尼·凡德·米爾，82歲，美國棒球運動員[30]

### 7日
- 費利西莫·安彭，76歲，菲律賓網球運動員。
- 約翰尼·達雷爾，57歲，美國鄉村音樂藝術家[31]
- 万籁鸣，97歲，中國動畫師。
- 格斯馬克，92歲，加拿大冰球運動員。
- 奧爾多·塞本，77歲，美式足球，越野和田徑教練。
- 雅奈茲·弗羅維茨，76歲，斯洛維尼亞裔德國血統的南斯拉夫演員[32]

### 8日
- 亨利克·比斯塔，63歲，波蘭演員[33]
- 阿爾伯特·布倫伯格，91歲，美國哲學家和政治活動家。[34]
- 伯特蘭·戈德堡，84歲，美國建築師和工業設計師。[35]
- 羅賓·李，77歲，美國花樣滑冰運動員。[36]
- 布朗·梅格斯，66歲，美國作家和音樂主管。
- 尼尼奧，73歲，巴西足球運動員。
- 德斯蒙德·J·斯科特，79歲，二戰期間紐西蘭飛行王牌[37]
- 桑特·辛格·塞洪，89歲，印度劇作家和作家[38]
- G·E·基德·史密斯，84歲，美國建築作家和攝影師[39]
- 小威廉·斯蓬，77歲，美國政治家[40]

### 9日
- 邁克爾·卡明斯，78歲，英國報紙漫畫家[41]
- 蒙蒂·霍伊特，53歲，美國花樣滑冰運動員[42]
- 阿奇·詹森，75歲，美國演員[43]
- 讓·帕斯誇里尼，法/中國記者[44]
- 喬爾·普里查德，72歲，美國政治家[45]
- 羅伊·拉帕波特，71歲，美國人類學家[46]

### 10日
- D.J.安巴拉瓦納爾，69歲，斯裡蘭卡泰米爾主教[47]
- 瑪喬麗·哈裡斯·卡爾，82歲，美國科學家和環保活動家。
- 邁克爾·杜瓦，79歲，美國理論化學家[48]
- 漢斯-約阿希姆·卡斯普齊克，69歲，德國電影和電視導演和編劇[49]
- 喬治·瑪律科姆，80歲，英國鋼琴家、大鍵琴演奏家、作曲家和指揮家[50]
- 安妮·萬豪，83歲，加拿大作家[51]
- 丹西奧·帕迪拉，69歲，菲律賓演員和喜劇演員，心臟病發作而死。
- 沃爾特·西蒙，57歲，美國籃球運動員[52]
- 湯瑪斯·懷特塞德，79歲，美國記者[53]

### 11日
- 保羅·道蒂·巴特利特，90歲，美國化學家。[54]
- 賈辛托·博斯科，92歲，義大利法學家、學者和政治家。
- 麗娜·根納里，86歲，義大利女演員和輕歌劇歌手。
- 凱特·戈爾德，90歲，奧地利女演員。[55]
- 威爾·謝爾曼，69歲，美國橄欖球運動員。[56]
- 伊萬·亞里金，48歲，蘇聯/俄羅斯重量級自由式摔跤手[57]

### 12日
- 勞爾·阿雷拉諾，62歲，墨西哥足球前鋒。
- 約翰·丹佛，53歲，美國歌手[58]
- 塔利布·希比卜，63歲，伊拉克政治家。
- 德拉加·加拉沙寧，76歲，塞爾維亞考古學家[59]
- 肯尼斯·哈恩，77歲，美國公務員[60]
- 弗雷德·麥凱恩，79歲，加拿大政治家。
- 伊薩多·特維爾斯基，67歲，美國正統拉比和教授[61]

### 13日
- 伊恩·斯圖爾特·布萊克，82歲，英國小說家、劇作家和編劇[62]
- 乔伊丝·康普顿，90歲，美國女演員。[63]
- 加里·李·大衛斯，53歲，美國被定罪的殺人犯[64]
- 卡利斯·伊爾比蒂斯，92歲，拉脫維亞飛機設計師。
- 理查·梅森，78歲，英國小說家[65]
- 威廉·斯塔夫利，68歲，皇家海軍軍官[66]
- 阿迪尔·查尔查尼，75歲，阿爾巴尼亞政治家[67]

### 14日
- 海伊·阿夫貝克，76歲，美國演員、製片人和導演。[68]
- 皮達德·庫蒂尼奧，77歲，巴西游泳運動員[69]
- 傑奎琳·德魯巴克，90歲，法國舞臺和電影女演員[70]
- 喬治·福雷斯特，72歲，英國古典學家和學者[71]
- 亨利·佩林，77歲，英國歷史學家[72]
- 哈羅德·羅賓斯，81歲，美國作家[73]
- 芭芭拉·斯萊特，76歲，美國電影女演員。

### 15日
- 麥克唐納·克裡奇利，97歲，英國神經學家[74]
- 彼得·J·達萊桑德羅，79歲，美國陸軍士兵和榮譽勳章獲得者。
- 傑克·德懷爾，70歲，美國橄欖球運動員[75]
- 沃爾特·弗裡奇，76歲，德國足球運動員和經理[76]
- 派克·T·哈特，87歲，美國外交官[77]
- 比爾·麥凱，76歲，愛爾蘭橄欖球運動員。
- 约翰·梅里克斯，26歲，英國水手和奧運選手[78]

### 16日
- A.H.阿姆斯壯，88歲，英語教育家和作家[79]
- 迪克·卡瓦利，74歲，美國漫畫家，心臟病發作而死。
- 希臘和丹麥的奧爾加，94歲，希臘公主[80]
- 諾埃爾·費里爾，66歲，澳大利亞喜劇演員、演員和戲劇製片人[81]
- 樂天·戈斯拉爾，90歲，德裔美國舞蹈家[82]
- 亞當·甘迺迪，75歲，美國演員、小說家和畫家[83]
- 奧德拉·林德利，79歲，美國女演員[84]
- 詹姆斯·米切納，90歲，美國作家[85]

### 17日
- 拉裡·詹寧斯，64歲，美國魔術師。
- 喬治·皮薩諾，73歲，義大利記者、散文家和新法西斯主義政治家。[86]
- 拉斯洛·薩巴多斯，86歲，匈牙利游泳運動員，奧運獎牌得主。[87]
- 本·韋爾登，96歲，美國演員。[88]
- 方毅，81歲，中共革命家、外交家和政治家。

### 18日
- 倫納德·安傑耶夫斯基，73歲，波蘭演員。
- 拉米羅·卡斯蒂略，31歲，玻利維亞足球運動員[89]
- 戈登·克拉克，83歲，英格蘭足球運動員[90]
- 沃爾特·威廉·柯蒂斯，84歲，美國羅馬天主教會主教[91]
- 南希·迪克森，70歲，美國廣播電視記者[92]
- 特魯德·艾珀爾，89歲，德國歌劇女高音[93]
- 文斯·吉倫達，79歲，美國健美運動員，私人教練和作家[94]
- 羅伯托·戈蘇埃塔，65歲，古巴商人，可口可樂公司首席執行官[95]
- 米爾特·尼爾，83歲，美國動畫師
- 威廉·羅茨勒，71歲，美國藝術家、漫畫家、色情作家和作家。
- 保羅·埃德溫·齊默，54歲，美國詩人和作家[96]

### 19日
- 唐納德·R·本森，70歲，美國編輯和科幻小說作家。[97]
- 格倫·巴克斯頓，49歲，美國吉他手和作曲家[98]
- 克勞迪婭·德雷克，79歲，美國女演員和歌手[99]
- 哈羅德·弗倫奇，100歲，英國電影導演、編劇和演員。[100]
- 阿瑟·伊貝森，75歲，英國電影攝影師
- 弗朗西斯科·格雷羅·馬林，46歲，西班牙作曲家[101]
- 威廉·J·麥吉爾，75歲，美國心理學家和作家。[102]
- 皮拉爾·梅賽德斯·米羅·羅梅羅，57歲，西班牙編劇和電影導演[103]
- 斯特拉·塞拉利昂，80歲，巴拿馬詩人和散文作家

### 20日
- 約翰·雅各斯，50歲，美國學生和反戰活動家[104]
- 弗蘭克·羅伯特·米勒，89歲，加拿大空軍元帥。
- 马努什·穆夫蒂乌，78歲，阿爾巴尼亞政治家。
- 曼努埃爾·羅德裡格斯·巴羅斯，71歲，西班牙自行車賽車手。[105]
- 李瑞山，76歲，中國政治家。
- 羅恩·塔爾，60歲，英國演員
- 亨利·韋斯汀，52歲，美國吉他手[106]
- 羅賓伍茲，83歲，英國聖公會主教。[107]

### 21日
- 多夫·卡米利，90歲，美國棒球運動員。[108]
- 約翰·惠特尼·霍爾，81歲，美國日本學家。[109]
- 洛伦佐·萨姆朗，92歲，菲律賓政治家。
- 亞樂·泰寧，84歲，芬蘭詩人、翻譯家。[110]
- 瓦爾德馬·FA·溫特，85歲，美國海軍上將。[111]
- 迪克·威爾金斯，72歲，美國橄欖球運動員。[112]

### 22日
- 列昂尼德·阿瑪律裡克，92歲，蘇聯動畫師。[113]
- 萊因哈德·勞克，51歲，德國足球運動員[114]
- 昆汀·斯邁思，81歲，南非中士[115]
- 瓦萊麗·泰勒，84歲，美國作家和女權主義者[116]
- 馬修·特魯皮亞諾，58歲，美國黑幫[117]

### 23日
- 安德羅伊，49歲，美國政治記者[118]
- 克雷爾·法爾肯斯坦，89歲，美國視覺藝術家[119]
- 伯特·漢斯特拉，81歲，荷蘭電影製片人[120]
- 平夏斯·拉皮德，74歲，以色列神學家和歷史學家。[121]
- 金林，61歲，新加坡裔英國雕塑家和版畫家。
- 鮑勃·曼寧，71歲，美國大樂隊歌手[122]
- 邁克爾·彼得，48歲，來自西德的曲棍球運動員。[123]
- 喬治·皮安塔，85歲，法國政治家。[124]
- 巴貝特·羅斯蒙德，75歲，美國作家。[125]
- 阿爾弗雷多·多斯桑托斯，77歲，巴西足球運動員。
- 路德·喬治·西姆吉安，92歲，亞美尼亞裔美國發明家和企業家。[126]
- 特雷弗·史密斯，87歲，英格蘭足球運動員和經理。
- 格爾德·塔克，91歲，德國商人，西門子首席執行官。

### 24日
- 路易士·阿吉拉爾，79歲，墨西哥演員和歌手。[127]
- 斯基普·亞歷山大，79歲，美國高爾夫球手。
- 邁克爾·巴爾弗，79歲，英國演員[128]
- 唐·梅西克，71歲，美國配音演員[129]

### 25日
- 威廉J.赫希，88歲，美國純種賽馬訓練師
- 蒂娜·拉坦茲，99歲，義大利女演員和配音演員。
- 傑米·利文斯頓，41歲，美國攝影師和電影製片人[130]
- 米娜·裡斯，95歲，美國數學家。[131]

### 26日
- 喬治·阿德利，78歲，瑞典電影演員。
- 滕海清，88歲，中國軍官和政治家。
- 威廉·B·哈欽森，88歲，美國醫生。[132]
- 羅爾夫·庫科維奇，84-85歲，德國足球教練。
- 唐納德·雷·馬修斯，90歲，美國政治家。[133]
- 老蘭金·史密斯，72歲，美國商人和慈善家。[134]

### 27日
- 馬哈拉·安德魯斯，58歲，英國椎骨古生物學家。
- 阿希姆·格爾克，95歲，德國納粹政治家。
- 比利·尼爾，47歲，北愛爾蘭足球運動員。
- 弗拉基米爾·索科洛夫，84歲，美國鋼琴家和伴奏家。[135]
- 湯瑪斯·戴爾·斯圖爾特，96歲，美國人類學家。[136]
- 魯本·斯特曼，73歲，美國商人和色情作家。
- 弗朗索瓦-亨利·德·維里厄，65歲，法國記者和電視節目主持人。

### 28日
- 沃爾特·卡普斯，63歲，美國政治家[137]
- 托尼·卡拉比羅，71歲，美國女權主義者，平面設計師和歷史學家[138]
- 保羅·亞里科，82歲，美國編劇[139]
- 瑪麗安·科斯蘭，76歲，美國免疫學家[140]
- 布萊恩·萊弗利，49歲，加拿大冰球運動員和教練[141]
- 克勞斯·文德利希，66歲，德國音樂家

### 29日
- 倫伯頓，83歲，英國共產黨人和蘇聯特工。
- HC庫姆斯，91歲，澳大利亞經濟學家和公務員。[142]
- 威廉·克魯克，72歲，美國政治家和大使[143]
- 亞歷山大·祖·多赫納-施洛比滕，97歲，德國容克，商人和作家。
- 保羅·古斯，87歲，法國記者和作家[144]
- 安东·拉维，67歲，美國作家、音樂家和神秘學家[145]
- 安德烈亞斯·格拉西莫斯·米卡利齊亞諾斯，50歲，希臘裔美國天文學家和天體物理學家，死於腦瘤。
- 大尼克尼古拉斯，75歲，美國爵士薩克斯手和歌手[146]
- 安東尼·維洛尼斯，86歲，美國畫家和設計師。[147]

### 30日
- 雅克·德羅吉，72歲，法國記者[148]
- 撒母耳·富勒，85歲，美國編劇、小說家和電影導演。[149]
- 巴尼·馬丁，74歲，美國棒球運動員。[150]
- 西德尼·紐曼，80歲，加拿大影視製片人[151]

### 31日
- 祖貝達·阿加，75歲，巴基斯坦藝術家。
- 布拉姆·阿佩爾，75歲，荷蘭足球運動員。
- 漢斯·鮑爾，70歲，德國足球運動員。[152]
- 西德尼·達林頓，91歲，美國電氣工程師。[153]
- 塔德烏什·揚查爾，71歲，波蘭電影演員。[154]
- 泰斯托·康阿斯涅米，73歲，芬蘭重量級摔跤手。[155]
- 威爾弗里德·奧爾頓，86歲，英國皇家空軍軍官[156]
- 喬治·羅斯，86歲，美國體操運動員和奧運冠軍。[157]